# Новое платье короля
«Новое платье короля» (дат. Kejserens nye Klæder) — сказка датского писателя Ханса Кристиана Андерсена. Впервые была опубликована 7 апреля 1837 года в сборнике рассказов для детей «Сказки, рассказанные детям» (дат. «Eventyr fortalte for Børn»). В России наиболее известен перевод Анны Ганзен.
Сюжет заимствован из новеллы Хуана Мануэля, опубликованной в 1335 году в первой части книги «Граф Луканор». Этот факт запечатлён в дневнике Андерсена, в котором он упоминает сборник новелл Карла фон Бюлова в качестве источника истории.

## Сюжет
Король (в оригинале — император) некоторого государства нанимает двух проходимцев, которые обещают сшить ему новое платье из столь тонкой ткани, что она будет практически невидимой и неощутимой для глупцов. Проведя некоторое время за пустым ткацким станком, мошенники передают королю «невидимое платье».
Король и его придворные замечают, что сами не в состоянии увидеть обновку, однако боятся в этом признаться, чтобы не прослыть дураками. Таким образом, король расхаживает голышом, и все восхищаются его новым превосходным костюмом. Лишь маленький мальчик, наблюдавший за этим зрелищем, разоблачает короля, крикнув ему вслед фразу, ставшую впоследствии крылатой:

«А король-то голый!» (дат. «Men han har jo ikke noget paa.»)
Народ поддерживает мальчика, а разоблачённый король пытается скрыть свой стыд, гордо ступая дальше, как будто ничего не произошло. Хитрые обманщики, уже успевшие получить от короля золото, ушли из города.

## Подобные истории
Подобный, но более развёрнутый сюжет упоминается в народных голландских легендах о Тиле Уленшпигеле, положительном фольклорном герое XIV века, широко известном в изложении Шарля де Костера. По легенде, Уленшпигель, представившись искусным живописцем, нанимается к одному ландграфу запечатлеть его на картине в окружении приближённых знатных людей. Однако, все люди, которые должны были быть изображены на картине и имеющие физические недостатки, угрожают Уленшпигелю смертельной расправой, в случае если он не приукрасит их, в то время как сам ландграф, в свою очередь обещает казнить Уленшпигеля, если он хоть малейшим образом исказит групповой портрет. В итоге, Уленшпигель так ничего не нарисовавший за положенные 60 дней, которые были проведены в пиру и роскоши, прибег к хитрости, известной нам по сказке о Голом короле. Уленшпигель сказал, что картину сможет увидеть только представитель благородных кровей. В итоге все благородные господа и дамы восхищаются пустыми голыми стенами, а Уленшпигелю удаётся счастливым образом исчезнуть вместе с причитавшейся ему наградой.
При этом в финальный момент происходит откровенное высказывание графского шута, который при всём признании своей «глупости» заявляет, что также ничего не видит, и тогда Уленшпигель предпочитает действовать так: «Когда говорят дураки, умным лучше всего скрыться».

## Экранизации
- Новое платье короля (Юрий Желябужский, 1919 год)
- Das Kleid (ГДР, 1961 год)
- Новое платье короля (СССР, 1968 год, телеспектакль)
- Новое платье короля (США, 1984 год)
- Новое платье короля (США/Израиль, 1987 год)
- Новое платье короля (мультфильм) (СССР, 1990 год, кукольный)
- Des Kaisers neue Kleider (чеш. Císařovy nové šaty, исп. Los vestidos nuevos del emperador, ФРГ/Чехия/Испания, 1992 год)
- Новое платье короля (Císarovy nové saty, чеш. Чехия/Германия, 1994 год)
- The Emperor’s New Clothes (США/Италия, 2001 год)
- Новое платье короля (Des Kaisers neue Kleider, нем. Германия, 2010 год)

## Интересные факты

Новое платье короля в Оденсе

- В русском языке фраза мальчика, разоблачившего «наряд» короля, — «А король-то голый!» — стала крылатым выражением. Её употребляют, когда вскрываются какие-то неприглядные или не соответствующие действительности свойства обсуждаемого человека или объекта.
- В английском языке существует аналогичный фразеологизм такого же происхождения — «The emperor has/wears no clothes»[2].
- В португальском языке существует аналогичный фразеологизм такого же происхождения — «O rei está nu e a rainha é louca» (с порт. — «Король — голый, а королева сумасшедшая»)[2]
- Существует переработка литературной сказки в драматическое произведение, осуществлённая Евгением Шварцем. Обманщики представлены в ней в качестве положительных персонажей.
- Существует переработка сказки Леонидом Филатовым.
- На родине Андерсена, в Оденсе, установлена скульптурная группа, иллюстрирующая сказку.
- В тексте песни группы Сплин «Передайте это Гарри Поттеру» встречается крылатое выражение «А король-то голый!»
- В основу песни «Emperor’s new clothes» американской группы «Panic! At the Disco» частично легла тема сказки.
- При первой публикации на русском языке в XIX веке оригинальное название сказки «Новое платье императора» было заменено на «Новое платье короля» по цензурным соображениям, и под последним названием сказка издавалась и в дальнейшем.
- Ч.Э.Р. Хоар на вручении ему Премии Тьюринга представил доклад под названием "Старое платье короля", где он рассуждал о необходимости существенно пересмотреть подход к проектированию информационных систем в сторону простоты и сетовал, что старые ошибки продолжают наследоваться в перспективных системах. Постскриптумом послужило сочинённое им продолжение сказки Андерсена, метафорически передающее главный посыл доклада. Краткое содержание этого постскриптума: 
После случая с публичным обнажением король заперся в тронном зале и перестал не только приобретать новые платья, но и снимать имеющиеся перед одеванием, а лишь наслаивал платье на платье. Посещавшие тронный зал восхищались кучей шикарных одежд, под которыми утопал король. Однажды до старого министра дошли слухи о выдающемся портном, который разработал новое искусство абстрактной вышивки с использованием швов столь тонких, что едва ли можно было обнаружить, есть ли они вообще. За огромное вознаграждение этот портной был нанят и представлен королю. Увидев пёструю гору разнообразных одежд, портной стал настаивать, чтобы король удалил всё это и надел предельно простую и тонкую материю. Однако, как бы громко он ни спорил, его не послушали, и, вручив обещанное щедрое вознаграждение, послали прочь. Однажды король проснулся в ужасном состоянии, его тошнило, и тогда он скинул все одежды, обрёл счастье и прославил портного за его бесценный совет.